# Richard Viidalepp
Richard Voldemar Viidalepp (bis 1933 Viidebaum auch: Wiedebaum); (* 10. Januarjul. / 23. Januar 1904greg. auf dem Hof Jalapuu, Dorf Nurmsi, Landgemeinde Paide, Estland; † 3. Juni 1986 in Tartu), war ein estnischer Volkskundler und Ethnologe.

## Leben
Viidebaum begann seine Studien 1925 in der Philosophischen Fakultät der Universität Tartu (deutsch: Dorpat). Seine Begegnung mit dem Sammler von volkskundlichen Belegen Matthias Johann Eisen regte ihn an, in seiner Verwandtschaft und in der dörflichen Umgebung seiner Heimat Fragen zu den Themen Volkslied, Rätsel und zu Geschichten zu Volksglauben und übernatürlichen Dingen zu stellen. 1927 hatte er bereits ein 440 Seiten starkes Manuskript mit Materialien aus seiner Heimat zusammengestellt.
Im Mai 1929 wurde Viidebaum als 25-jähriger Student am Estnischen Folklorearchiv (Eesti Rahvaluule Arhiiv, ERA) angestellt. Seine Forschungen und Veröffentlichungen setzte er in Zusammenarbeit mit dem Archiv fort. Während der verschiedenen Besatzungen während des Zweiten Weltkrieges konnten die Sammlungen des Archivs durch die Initiativen Viidalepps versteckt und gerettet werden. Anfang 1945 war das Archiv in der Lage in Tartu mit seiner Arbeit weiterzumachen. 1947 wurden die Forschungsabteilungen der Universität Tartu in die estnische Hauptstadt Tallinn verlegt, die Folklore-Abteilung wurde dort eine Stabseinheit, während die Archive in Tartu verblieben.
Viidalepp konzentrierte sich in seiner Arbeit der Jahre 1956 bis 1962 auf Volksmärchen und Erzähltraditionen. Seine Doktorarbeit verteidigte er im Jahre 1965.

## Veröffentlichungen
- Von einem grossen estnischen Erzähler und seinem Repertoir, in: Acta Ethnologica 2, 1937, 3: S. 158 – 173
- Das Erzählen der Volksmärchen als arbeitsfördernder magischer Ritus, Internationaler Kongress für Anthropologie und Ethnologie; 7, Akademie der Wissenschaften der Estnischen SSR, Tallinn 1964
- Neuausgabe, als Herausgeber: Estnische Volksmärchen, übersetzt von Eugenie Meyer, Fachbearbeitung von Richard Semrau; Akademie-Verlag, Berlin 1990 ISBN 3-05-000393-6